# Undués-Pintano
Undués-Pintano es un pueblo aragonés del municipio de Los Pintanos, (provincia de Zaragoza, España). Es parte de la comarca de las Cinco Villas, del partido judicial de Ejea, de la diócesis de Jaca.

## Historia
Es mencionado en la carta puebla que Pedro III de Aragón otorgó el 19 de octubre de 1284 a Puigpintano. El texto está escrito en aragonés:

A todos los homines d'Ondues Pintano et Samitier et de Castiello et de Miranda.

## Geografía humana

### Demografía
| Gráfica de evolución demográfica de Undués Pintano entre 1842 y 1960 |
| |
| Población de derecho según los censos de población del INE Población de hecho según los censos de población del INEEntre el censo de 1970 y el anterior, este municipio desaparece porque se agrupa en el municipio 50210 (Los Pintanos) |

## Monumentos
El Crucero de Ruesta, situado en la localidad, tiene categoría de Bien de Interés Cultural desde el 22 de abril de 1949.